# MotoGP európai nagydíj
A MotoGP európai nagydíja a MotoGP egy korábbi versenye, melyet 1991 és 1995 között rendeztek meg.

## Győztesek
| Év   | Helyszín  | Moto3                   | Moto2                   | MotoGP                 | Összefoglaló |
| ---- | --------- | ----------------------- | ----------------------- | ---------------------- | ------------ |
| 2020 | Valencia  | Raúl Fernández (KTM)    | Marco Bezzecchi (Kalex) | Joan Mir (Suzuki)      | Összefoglaló |
| Év   | Helyszín  | 125 cc                  | 250 cc                  | MotoGP                 | Összefoglaló |
| 1995 | Catalunya | Aoki Harucsika (Honda)  | Max Biaggi (Aprilia)    | Àlex Crivillé (Honda)  | Összefoglaló |
| 1994 | Catalunya | Dirk Raudies (Honda)    | Max Biaggi (Aprilia)    | Luca Cadalora (Yamaha) | Összefoglaló |
| 1993 | Catalunya | Ueda Noboru (Honda)     | Max Biaggi (Honda)      | Wayne Rainey (Yamaha)  | Összefoglaló |
| 1992 | Catalunya | Ezio Gianola (Honda)    | Luca Cadalora (Honda)   | Wayne Rainey (Yamaha)  | Összefoglaló |
| 1991 | Jarama    | Loris Capirossi (Honda) | Luca Cadalora (Honda)   | Wayne Rainey (Yamaha)  | Összefoglaló |